# Bustul profesorului Vasile Șuteu
Bustul profesorului Vasile Șuteu este opera în piatră a sculptorului român Cornel Medrea (1888 - 1964), dezvelit în anul 1941.
Bustul este așezat pe un soclu din piatră pe care este săpată următoarea inscripție:
| VASILE ȘUTEU DIRECTORUL LICEULUI CANTEMIR 1910-1938 |

Năsăudeanul Vasile Șuteu (1876 - 1938) a fost un profesor român cu o bogată carieră didactică. A fost profesor de germană și latină și apoi director al liceului „Dimitrie Cantemir” între anii 1910-1938. A fost omul care și-a asumat responsabilitatea edificării clădirii acestei instituții de învățământ.
Lucrarea este înscrisă în Lista monumentelor istorice 2010 - Municipiul București - la nr. crt. 2295, cod LMI B-III-m-B-19979.
Monumentul este amplasat în curtea „Colegiului Național Cantemir Vodă”, (fostul „Liceu Dimitrie Cantemir”) situat pe Bulevardul Dacia nr. 117 (sau Strada Viitorului nr. 60), sector 2.